# Kilikische Pforte
Die Kilikische Pforte (türkisch Gülek Boğazı) ist die wichtigste Verbindung zwischen Kilikien und Mittelmeer und dem Hochland von Anatolien. Die Pforte ist ein Pass durch das Taurusgebirge. Das südliche Ende befindet sich 44 km nördlich von Tarsus. Die Kilikische Pforte liegt heute in der Provinz Mersin an der Grenze zur Provinz Adana.
In der Antike hieß die Pforte auf Griechisch Kilikia Pylai (dt.: die Tore Kilikiens). Die Kreuzritter nannten die Pforte Porta Judae und die Araber Darb as-Salāma. Der türkische Name leitete sich von dem Dorf Gülek am südlichen Eingang der Pforte ab. Dort steht auch die Burg Gülek Kalesi, die im Mittelalter den Eingang der Pforte kontrollierte.
Die Pforte wurde durch den Fluss Gökoluk geformt und war als Pfad nur mit Reittieren, aber nicht mit Fahrzeugen zu überwinden. Der Pass wurde im Laufe der Zeit teilweise verbreitert. Als strategisch wichtigste Pforte auf dem Weg von Anatolien nach Syrien marschierten hier viele Heere durch. So kamen die Zehntausend aus Xenophons Anabasis und Alexander der Große, der von hier in die Schlacht bei Issos zog, durch. Unter dem römischen Kaiser Caracalla wurde der Weg repariert und verbreitert, wie ein Meilenstein aus Podandus belegt. Auch Paulus von Tarsus und die Ritter des ersten Kreuzzuges passierten diese Pforte. Als 1833 der ägyptische Vizekönig Ibrahim Pascha gegen seinen osmanischen Oberherrn zog, musste er ebenfalls die Pforte passieren. Um seine Kanonen zu transportieren, musste er den schmalen Pfad erweitern lassen, da nur jeweils ein bepacktes Kamel durchpasste.
Für die Bagdadbahn, die Konstantinopel mit Bagdad verbinden sollte, stellte die Kilikische Pforte ein großes Hindernis dar. Die Schienen konnten nicht entlang des alten Pfades durch die Pforte gelegt werden, da er an vielen Stellen zu schmal und kurvenreich war. Deswegen wurden eine Reihe von Viadukten und Tunneln angelegt. Diese zählen zu den größten Leistungen der deutschen Ingenieure im Zuge dieses Projektes. Die Strecke, die zuerst als Schmalspurbahn mit Rollbockverkehr betrieben wurde, wurde 1918 eröffnet. Während des Ersten Weltkriegs wurden osmanische Truppen durch die Kilikische Pforte an die mesopotamische Front gebracht.